# Geschichte der Nordpolexpeditionen

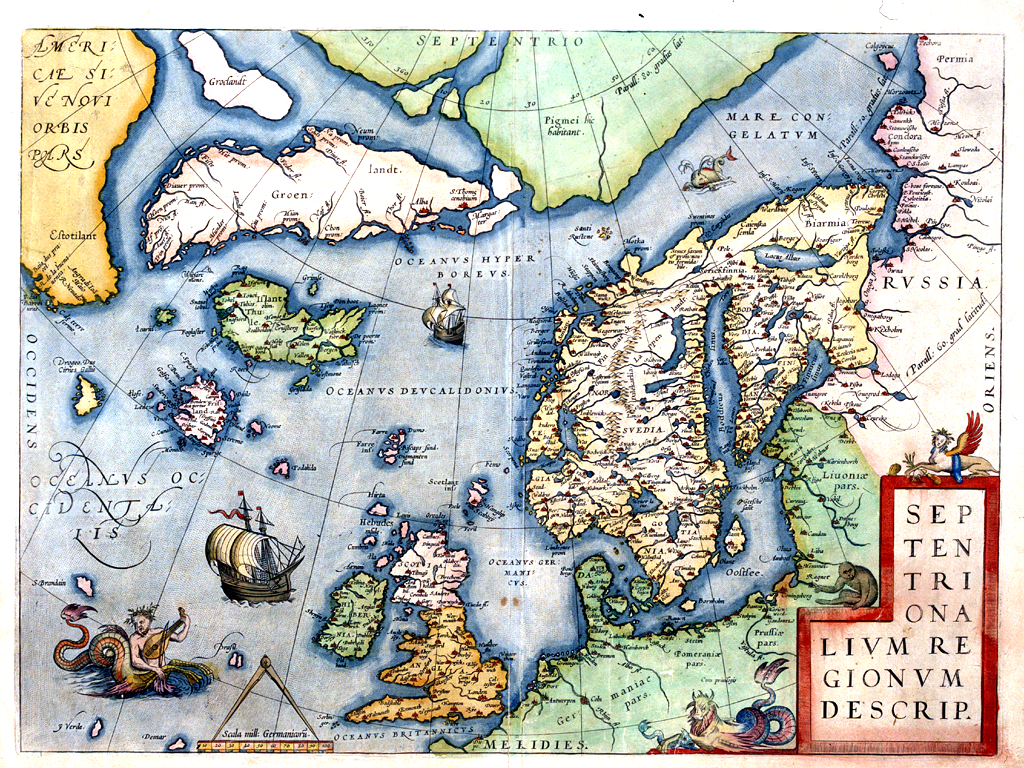
Karte des Nordatlantiks von Skandinavien bis Labrador (mit einigen Phantominseln wie Frisland) von Abraham Ortelius, 1573

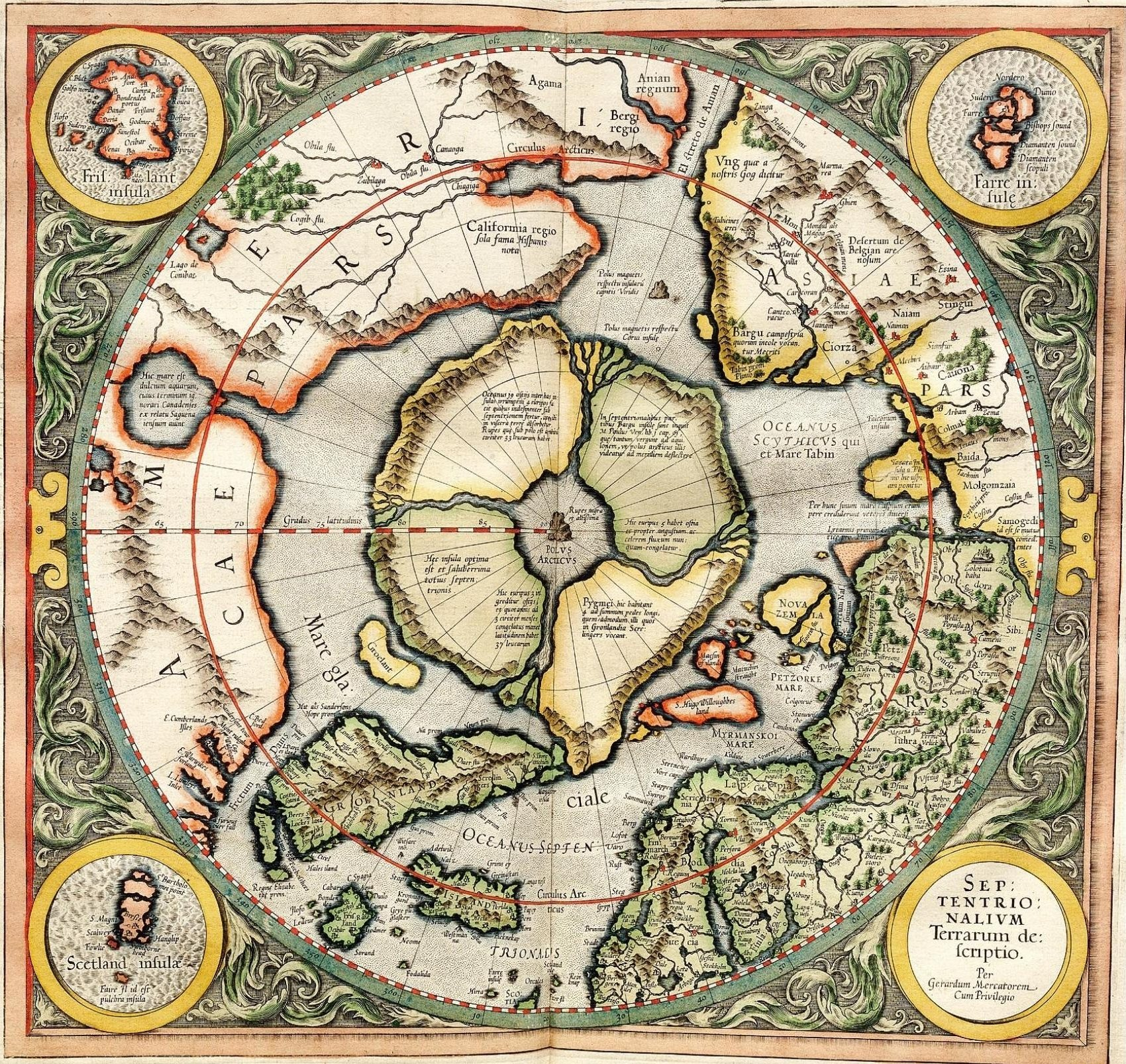
Nordpolarregion in einer Karte von Gerhard Mercator (1595) mit dem sagenhaften Magnetberg in der Mitte; aber auch, oben Richtung Beringstraße, einem weiteren Magnetberg mit Bezug zu den Kapverdischen Inseln und einem weiteren eingezeichneten Magnetpol

Nordpolexpeditionen sind Reisen, die mit der Absicht unternommen wurden, den Nordpol der Erde zu erreichen oder ihm möglichst nahezukommen und die um den Pol gelegenen Länder und Meere zu erforschen.
Ab dem 16. Jahrhundert verfolgten zahlreiche Expeditionen das Ziel, einen nördlichen Seeweg zwischen Atlantik und Pazifik zu finden, von Europa aus gesehen entweder Richtung Westen (Nordwestpassage) oder Richtung Osten (Nordostpassage). Ab 1868 dienten die Nordpolexpeditionen überwiegend wissenschaftlichen Zwecken. 1882/1883 wurden zwölf feste Stationen in der Arktis errichtet (Erstes Internationales Polarjahr).
Die angebliche Eroberung des Nordpols durch den US-Amerikaner Robert Edwin Peary im Jahr 1909 ist bis heute umstritten. Der erste Mensch, der den Nordpol zweifelsfrei auf dem Landweg erreicht hat, war 1968 der US-Amerikaner Ralph Plaisted.

## Frühe Seefahrt im nördlichen Atlantik
Die frühesten Seereisen im nördlichen Atlantik waren sicherlich Raubzüge der skandinavischen Seefahrer. Religiöse Interessen führten dazu, dass bereits im späten 8. Jahrhundert die Färöer und Island von irischen Mönchen aufgesucht wurden. Ein Sturm führte 861 die beiden Wikinger Naddoddur und Svasason an die Küste von Island, dauernd besiedelt und mit seinem heutigen Namen belegt wurde es jedoch erst 874. In der Folge fand eine beträchtliche Einwanderung von Normannen statt, und die Landeshauptstadt Reykjavík wurde gegründet.
Um 983 segelte Erik der Rote zu der Westküste von Grönland, während Thorgil auf seiner mühsamen Reise die nördlichen Teile der Ostküste kennenlernte. Im Jahr 1000 betrat Eriks Sohn Leif als erster die von ihm Hellu-, Mark- und Winland genannten Küsten, d. h. das heutige Labrador und Neuschottland (Nova Scotia). In der Folgezeit wurden mehrere Reisen zu den neuen Ländern unternommen. 1266 fand eine Entdeckungsfahrt an der Westküste Grönlands entlang nordwärts über den 76. Breitengrad hinaus und westwärts bis zum Lancastersund und nach Baffinland statt. Diese Entdeckungen gerieten aber während der folgenden Jahrhunderte wieder in Vergessenheit.
Im 11. und 12. Jahrhundert unternahmen nach einem Bericht Adams von Bremen auch die Friesen, die Norweger unter Harald III. und die Basken Nordfahrten. In das Ende des 14. Jahrhunderts fällt die angebliche Reise der venetianischen Zeno-Brüder Nicolò und Antonio bis Island, Grönland und Frisland, die 160 Jahre später von einem ihrer Nachfahren in der umstrittenen Zeno-Karte beschrieben wurde, um die Entdeckung Amerikas für die Republik Venedig zu reklamieren.
In der ersten Hälfte des 15. Jahrhunderts hörte jede Nachricht aus den nordischen Ländern auf. Erst 1462, also noch vor Kolumbus, hat der Portugiese João Vaz Corte-Real vermutlich wieder Neufundland besucht, welches er Terra Nova do Bacalhau nannte, was wörtlich übersetzt „Neues Land des Kabeljaus“ bedeutet. Im Jahre 1474 erhielt er zur Belohnung für seine Entdeckungen Ländereien auf der Azoren-Insel Terceira geschenkt. Kolumbus selbst soll 1477 von Bristol aus nach Island gefahren sein.
Der Venetianer Giovanni Caboto fuhr 1497 auf Befehl Heinrichs VII. von England von Bristol nach Westen und gelangte an die Küste von Labrador. 1500 bis 1503 unternahmen Gaspar Corte-Real und sein Bruder Miguel mehrere Reisen in die nordwestlichen Gegenden und gelangten dabei auch in die fischreichen Gewässer um Neufundland sowie an die Küsten von Grönland und Labrador.
1521 erwarb João Álvares Fagundes nach mehreren Expeditionen die Küste der Neuenglandstaaten und Neuschottland und gründete am Kap Breton eine portugiesische Niederlassung, von der Nachrichten bis 1579 erhalten sind.

## Suche nach der Nordwestpassage

### Caboto, Verrazzano, Gomez
Sebastiano Caboto entdeckte möglicherweise 1508/1509 die Hudson Bay. Doch gelang es ihm ebenso wenig wie Giovanni da Verrazzano (1524) und Esteban Gomez (1525), die Nordwestpassage und damit den erhofften kurzen Weg nach Asien zu finden.

### Frobisher und Davis
Der englische Seefahrer Martin Frobisher segelte zwischen 1576 und 1578 dreimal nach Nordwesten, um Cabotos Entdeckungen weiterzuführen, kam aber nur bis zu der nach ihm benannten Frobisher-Bucht.
1585 segelte John Davis von England ab, umfuhr die Südspitze Grönlands, kreuzte sodann die Davisstraße, musste aber, nachdem er die Westküste dieser Straße bei 66,4° erreicht hatte, wieder umkehren. 1587 erreichte er 72°12' nördlicher Breite und fuhr an der Küste des Baffinlandes entlang nach Süden.

### Bylot und Baffin
Robert Bylot und William Baffin entdeckten 1616 eine große Anzahl arktischer Inseln, wurden im Foxe-Kanal vom Eis zur Umkehr gezwungen, fuhren an der Westküste von Grönland entlang, entdeckten die Baffin Bay und den Smithsund und erreichten die Breite von 77°30'. Sie glaubten nicht an das Vorhandensein einer nordwestlichen Durchfahrt.

### Fox und James
Nachdem auch Luke Fox und Thomas James 1631 vergebens nach einem Ausweg gesucht hatten, unterblieben fast zwei Jahrhunderte lang alle weiteren Versuche in dieser Richtung. Die folgenden Expeditionen wurden nur noch zum Zwecke der Fischerei ausgesandt und erforschten die bekannten Landschaften genauer.

### Vorstöße vom Pazifik aus
Im Jahr 1728 segelte Vitus Bering, ein Däne in russischen Diensten, von Kamtschatka aus an der asiatischen Küste nordwärts (Erste Kamtschatkaexpedition). Während der Zweiten Kamtschatkaexpedition (1733–1743) gelangte er 1741 nochmals von Ochotsk aus nach Norden und untersuchte die amerikanische Küste bis zu 69° nördlicher Breite. An der Beringinsel erlitt er Schiffbruch und starb während der Überwinterung an Skorbut. Die Überlebenden der Expedition, darunter die Deutschen Steller und Johann Georg Gmelin, gingen nach Kamtschatka.
Die dritte Südseereise von James Cook (1776–1779) hatte eigentlich den Zweck, die Erschließung der Nordwestpassage vom Pazifik aus wieder aufzunehmen. Von Hawaii aus segelte Cook 1778 nach Nordosten, bis er in Oregon landete. Er fuhr die amerikanische Küste entlang bis zur Beringstraße und durchstieß sie. Er erreichte die Breite von 70°44', wurde aber dann überall vom Eis aufgehalten und wich nach Westen zur Küste Sibiriens aus, um dann den Rückweg nach Hawaii anzutreten. Nach Cooks Tod erreichte sein Nachfolger Charles Clerke im folgenden Jahr nur 70°30' nördlicher Breite. Cook und Clerke hielten eine Nordwestdurchfahrt für unmöglich.
Otto von Kotzebue durchquerte bei seiner zweiten Weltreise (Rurik-Expedition 1815–1818) ebenfalls die Beringstraße und erreichte 1816 den Kotzebuesund an der Westküste Alaskas. 1817 fuhr er nochmals Richtung Beringstraße, gelangte aber nur noch bis zur Sankt-Lorenz-Insel.

### Weitere Erforschung der Nordküsten Amerikas
Eine neue Phase der Bestrebungen, eine Nordwestpassage zu finden, begann 1818 mit der auf Veranlassung der britischen Regierung unternommenen Fahrt von John Ross und William Edward Parry, während zugleich David Buchan Richtung Spitzbergen entsandt wurde, um den Grad der Vereisung in dieser Region zu erforschen. Die Expeditionen kehrten jedoch ohne nennenswerte Erfolge zurück. Da das Verhalten von Ross von vielen Seiten nicht gebilligt wurde, sandte man 1819 Parry allein mit den Schiffen Hekla und Griper nach der Davisstraße. Sie erschlossen den Lancastersund und segelten durch die Barrow-Straße bis zur Melville-Insel, wo sie in 74°47' nördlicher Breite und 110°48' westlicher Länge überwintern mussten. Die Kenntnis des nordamerikanischen Archipels wurde durch diese Expedition bedeutend erweitert.
Nachdem bereits Samuel Hearne 1770 die Mündung des Kupferminenflusses und Alexander Mackenzie 1780 die des Mackenzie-Flusses erreicht hatte, fuhren 1820 John Franklin, John Richardson und George Back den Kupferminenfluss hinunter und erforschten bis 1821 und auf einer zweiten Reise 1825 und 1826 die arktische Küste bis Point Barrow, wohin Frederick William Beechey zur gleichen Zeit einen Vorstoß versuchte.
Auch Parry zusammen mit George Francis Lyon war wieder mit der Fury und der Hekla nach der Hudsonstraße gegangen und entdeckte unter anderem den Foxe-Kanal und die Fury-und-Hecla-Straße. Auf einer zweiten Reise verlor die Expedition die Fury und kehrte nach einer harten Überwinterung zurück.
1829 befuhr Ross mit dem Raddampfer Victory, dem ersten Dampfer in der Geschichte der Polarforschung, den Lancastersund auf Kosten von Sir Felix Booth, wobei 1831 von seinem Neffen James Clark Ross auf der Halbinsel Boothia Felix der magnetische Nordpol entdeckt wurde. 1833 hatte man bereits drei Winter im Eis zugebracht und die Victory verlassen müssen, als Ross auf einem Walfangboot zurückkehrte.
In den folgenden zehn Jahren waren es vor allem die von der Hudson’s Bay Company ausgerüsteten Expeditionen unter Back, besonders aber unter Peter Warren Dease und Thomas Simpson, die die nordamerikanische Küste zwischen Kap Barrow und Boothialand erforschten und kartographisch aufnahmen. John Rae drang 1846 bis 1847 bis zum Golf von Boothia vor und vollendete damit die Entdeckung der amerikanischen Polarküste.

### Franklin-Expedition
Eine Expedition, die hauptsächlich wegen ihres tragischen Endes von weittragender Bedeutung wurde und erstmals die weltweite Aufmerksamkeit auf die Polarregionen richtete, war die John Franklins 1845 (die sogenannte Franklin-Expedition), der zusammen mit Francis Crozier auf den Schiffen Erebus und Terror unterwegs war. Als man bis Ende 1847 keinerlei Nachrichten von ihnen erhielt, sandte England drei Expeditionen aus:
- Thomas Edward Laws Moore und Henry Kellett nach der Beringstraße
- Richardson und Rae über Land von der Mackenziemündung aus
- James Ross und Bird mit der Enterprise und der Investigator nach der Barrowstraße

Alle Bemühungen erwiesen sich letztlich als erfolglos. Da setzte die britische Regierung 1850 20.000 Pfund Sterling und Lady Jane Franklin noch einmal 3.000 Pfund Sterling für die Rettung der Überlebenden aus. Nach weiteren Versuchen, die insgesamt mehr Leben kosteten, als die Franklin-Expedition Mitglieder gehabt hatte, konnte erstmals Rae 1854 von Inuit Nachrichten über etwa 35 bis 40 weiße Menschen erhalten, von denen viele an Hunger und Auszehrung gestorben sein sollten. Später konnten auf Veranlassung von Lady Franklin James Anderson und Stewart in der Nähe von King-William-Insel schriftliche Aufzeichnungen zum Ende der Expedition auffinden.

### Durchfahrung der Nordwestpassage
Erst in den Jahren 1903 bis 1906 glückte es dem norwegischen Polarforscher Roald Amundsen, mit seinem Schiff Gjøa die Nordwestpassage zu durchfahren. Das nachfolgende Vorhaben zum Nordpol zu gelangen, ließ er zugunsten seiner erfolgreichen Expedition zum Südpol fallen.

## Suche nach der Nordostpassage und Seefahrt östlich von Grönland

### 16. und 17. Jahrhundert
Der Seefahrer Sebastiano Caboto entwarf den Plan, um das Nordkap und die Nordküste von Asien herum einen kürzeren Seeweg nach Ostasien zu suchen, die so genannte Nordostdurchfahrt oder Nordostpassage. Mit Hilfe zweier Kaufleute brachte er drei Schiffe zusammen, von denen zwei jedoch unter Willoughby bereits in der Barentssee zugrunde gingen, während das dritte unter Führung von Richard Chancellor und Stephen Burrough nach geglückter Überwinterung im Weißen Meer von den Führern verlassen wurde. Sie begaben sich über Land nach Moskau zum Zaren Iwan IV. Wassiljewitsch, mit dem sie einen Handelsvertrag abschlossen, und kehrten 1554 nach England zurück. Hier erhob Königin Maria I. jene Gesellschaft, die die drei Schiffe ausgerüstet hatte, zur Moskowitischen Handelskompanie und stattete sie mit großen Privilegien aus. 1556 und 1580 wurden von der Kompanie wieder Schiffe nach Osten gesandt, die das Karische Meer befuhren und die Mündungen der großen russischen Ströme besuchten. Die erstrebte Durchfahrt fanden sie jedoch wegen der großen Eismassen nicht.
Die kühnsten Nordfahrten waren die des Holländers Willem Barents nach Nowaja Semlja, Spitzbergen und der Bäreninsel, 1594 bis 1597.
Zu Beginn des 17. Jahrhunderts suchten die Dänen mehrfach die früheren Kolonien in Grönland wieder auf, ohne jedoch neue Entdeckungen zu machen (siehe Grönlandexpeditionen unter Christian IV.). Erst Henry Hudson drang 1607 bis 1610 zwischen Grönland und Spitzbergen, dann zwischen Spitzbergen und Nowaja Semlja nordwärts vor, wurde aber am 81. Breitengrad von den Eismassen aufgehalten. 1610 wurde Jonas Poole ausgesandt, der auf Spitzbergen Lagerstätten von Steinkohle entdeckte und sich um die Großfischerei verdient machte.
In Nordasien wurden die geographischen Kenntnisse durch kleinere Entdeckungsreisen erweitert, u. a. durch Semjon Iwanowitsch Deschnjow, der 1648 zusammen mit Fedot Popow und Gerassim Ankudinow die Nordostspitze von Asien umschiffte und die Trennung zwischen der Alten und der neuen Welt nachwies (Beringstraße, Beringmeer).

### 18. und 19. Jahrhundert
1741 entdeckte Semjon Iwanowitsch Tscheljuskin im Rahmen der Zweiten Kamtschatkaexpedition (1733–1743) die nördlichste Festlandsspitze Eurasiens, das nach ihm benannte Kap Tscheljuskin.
Am Ende des 18. Jahrhunderts und zu Beginn des 19. Jahrhunderts wurden Neusibirien, Wrangelland usw. aufgefunden und untersucht. Auch wurde nachgewiesen, dass Nowaja Semlja nicht aus einer einzelnen Insel besteht.
1806 drangen William Scoresby sr. und jr. im ostgrönländischen Meer und von Spitzbergen aus bis nach 81°30' nördlicher Breite vor.
1823 führten Edward Sabine und Douglas Charles Clavering an der Ostküste von Grönland umfangreiche wissenschaftliche Untersuchungen durch. Wilhelm August Graah umfuhr 1829 bis 1830 Kap Farvel und untersuchte die Ostküste von Grönland. William Edward Parry erreichte 1827 im Norden von Spitzbergen die Breite von 82°40'.

### Durchfahrung der Nordostpassage
Wesentliche Bedeutung erlangte die Expedition Adolf Erik Nordenskiölds auf der Vega (1878 bis 1879), der das Problem der Nordostpassage endgültig löste. Er gewann auf seiner Reise von Norwegen bis nach Japan an der Nordküste Asiens vorbei zwar wesentliche wissenschaftliche Daten, bewies aber gleichzeitig, dass diese Route für die Schifffahrt keinen Wert hatte.
Besorgnisse über den Verbleib Nordenskiölds hatten den russischen Handelsherrn Sibirjakow veranlasst, einen Dampfer zur Suche nach der Vega auszurüsten, der aber bei Jesso (heute: Hokkaidō) Schiffbruch erlitt.
Auch der Besitzer des New York Herald, Gordon Bennett, hatte den Dampfer Jeannette unter George W. DeLong, John Wilson Danenhower (1849–1887) und George Wallace Melville (1841–1912) zur Beringstraße ausgesandt. Bis 1881 blieb jede Nachricht über die Expedition der Jeannette aus, obwohl zur Aufklärung ihres eigenen Schicksals mehrere Expeditionen ausgesandt wurden. Endlich erhielt man im Herbst 1881 die Nachricht vom Untergang des Schiffes. Wie sich nach der Rückkehr der Überlebenden herausstellte, war die Jeannette am 13. Juni 1881 vom Eis, das sie sehr bald umschlossen hatte, zerdrückt worden und gesunken. Nach einem Marsch über das Eis stachen die Mitglieder mit ihren drei verbliebenen Booten in See, um das Delta der Lena zu erreichen. Ein Boot verschwand spurlos während eines Sturms, die Besatzung des zweiten Bootes fand bei den Tungusen Sibiriens Aufnahme, während die des dritten Bootes bis auf zwei Matrosen (darunter der auf Rügen geborene Wilhelm Nindemann) dem Hunger und der Kälte erlagen. Die vollständige Aufklärung über das Schicksal der Besatzung brachte der mit dem Dampfer Rodgers von den USA zum Aufspüren der Bennettschen Expedition ausgesandte Korrespondent des New York Herald, William H. Gilder. Er veröffentlichte auch das Tagebuch DeLongs.

## Wissenschaftliche Expeditionen

### Amerikanische Expeditionen
Seit 1868 dienten die Nordpolexpeditionen fast ausschließlich rein wissenschaftlichen Zwecken, zunächst der Entdeckung des vermuteten offenen Polarmeers. Die US-Amerikaner sandten 1860 Kapitän Isaac Hayes nach dem Smithsund. Nachdem er an der Ostküste überwintert hatte, erreichte er Kap Lieber bei 81°35' und kehrte 1861 nach Boston zurück. Den gleichen Weg schlug auch zehn Jahre später die unter Charles Francis Hall und Emil Bessels stehende Expedition auf dem Dampfer Polaris ein.

### Englische Expedition
Sehr gut ausgestattet war die englische Expedition unter Nares und Clements Markham, die 1875 durch den Smithsund nach dem Kennedykanal segelte. Auf Schlittenreisen wurde ein Teil der Westküste Grönlands erforscht und Markham drang bis 83°20', den nördlichsten bis dahin erreichten Punkt, vor. Die Expedition kehrte 1876 nach England zurück, mit der festen Überzeugung, dass auf diesem Weg das Erreichen des Nordpols unmöglich sei.

### Deutsche Expeditionen
Auch Deutschland trat jetzt in die Polarforschung ein: Carl Koldewey drang auf der Ersten Deutschen Nordpolar-Expedition 1868 mit der kleinen Segeljacht Grönland in die Gewässer zwischen Spitzbergen und der Ostküste von Grönland ein. Dies diente mehr der öffentlichen Wahrnehmung als wissenschaftlichen Erkenntnissen.
Immerhin kam 1869 so viel Geld zusammen, dass man einen eigenen Dampfer Germania und ein zweites Schiff, die Hansa für eine weitere Expedition zur Ostküste Grönlands ausrüsten konnte. Auf der Zweiten Deutschen Nordpolar-Expedition (1869/1870) konnte man die physikalischen und meteorologischen Kenntnisse der Gewässer westlich von Spitzbergen wesentlich erweitern. Bis dahin unbekannte Teile der Ostküste Grönlands zwischen 74,5° und 77° nördlicher Breite wurden kartiert. Außerdem entdeckte und erforschte die Expedition den Kejser Franz Joseph Fjord.

### Österreichisch-ungarische Expedition
1872 startete eine Österreichisch-Ungarische Nordpolexpedition, als der Dampfer Tegetthoff unter Carl Weyprecht und Julius Payer und einer handverlesenen Besatzung ablegte, um zwischen Nowaja Semlja und Spitzbergen nach dem Pol vorzustoßen. In der Nähe der russischen Inseln wurde der Dampfer jedoch vom Eis umschlossen und trieb nach Norden, bis sie das bis dato unbekannte Archipel von Franz-Joseph-Land entdeckten. Während Payer auf Schlittenkufen das Land erforschte, machte Weyprecht an Bord meteorologische und physikalische Beobachtungen. 1874 kehrten die Mitglieder der Expedition, nachdem sie das Schiff hatten verlassen müssen, in ihren Booten nach Nowaja Semlja zurück. Auf Franz-Joseph-Land überwinterte 1881/82 auch der Engländer Benjamin Leigh Smith.

### Errichtung fester Stationen

Karte des Nordpols (mit internationalen Polarstationen) aus dem Jahr 1885

In ein neues Stadium trat die Arktisforschung, als Carl Weyprecht auf der Naturforscherversammlung in Graz 1875 die Ansicht vertrat, dass nur durch gleichzeitiges Vorgehen und Beobachten von zahlreichen festen Stationen aus in den arktischen Gegenden Aussicht auf Erfolg bestünde. In den folgenden Jahren beschloss man die Errichtung einer Reihe wissenschaftlicher Stationen für stündliche magnetische und meteorologische Aufzeichnungen für den Zeitraum von einem Jahr, dem Ersten Internationalen Polarjahr 1882/1883. An diesem Projekt beteiligten sich alle europäischen Staaten (außer Italien und Spanien) sowie die USA. Insgesamt wurden zwölf Stationen in der Arktis und zwei Stationen in der Subantarktis errichtet. Die Stationen waren folgende:
- Point Barrow, Alaska, und Fort Conger, Ellesmere-Insel (durch die USA)
- Godthaab, Grönland (durch Dänemark)
- Jan Mayen (durch Österreich)
- Kap Thordsen, Spitzbergen (durch Schweden)
- Bossekop (durch Norwegen)
- Dikson (durch die Niederlande)
- Sagastyr im Lenadelta und Malyje Karmakuly, Nowaja Semlja (durch Russland)
- Kinguafjord, Baffinland, und Moltke-Hafen, Südgeorgien (durch Deutschland)
- Fort Rae (am Großen Sklavensee, durch Großbritannien und Kanada)
- Sodankylä (durch Finnland)
- Orange Bay, Kap Hoorn (durch Frankreich)

## Die Eroberung des Nordpols

### Nansens Fram-Expedition
Der Norweger Fridtjof Nansen, der 1888 als Erster Grönland durchquert hatte, versuchte bei seiner Fram-Expedition (1893–1896) den Nordpol zu erreichen. Er wollte sich mit seinem Schiff Fram vom Packeis einschließen lassen und die natürliche Eisdrift des Arktischen Ozeans nutzen. Als sich abzeichnete, dass man den Nordpol verfehlen würde, scheiterte auch der anschließende Versuch, den Rest des Weges zusammen mit Fredrik Hjalmar Johansen auf Skiern zurückzulegen. Sowohl Nansen und Johansen als auch die Fram und ihre Besatzung kehrten 1896 nach Norwegen zurück.

### Andrées Ballonfahrt
Salomon August Andrée, ein Mitglied der schwedischen Forschergruppe während des Ersten Internationalen Polarjahrs, unternahm 1897 den Versuch, den Nordpol mit dem Wasserstoffballon Örnen zu überfliegen (Andrées Polarexpedition von 1897). Die Expedition scheiterte und Andrée kam mit seinen beiden Begleitern beim Rückmarsch über das Eis ums Leben. Das letzte Lager mit ihren sterblichen Überresten wurde erst 33 Jahre später auf der Insel Kvitøya entdeckt.

### Die Expedition mit derStella Polare
1899/1900 unternahm Luigi Amadeo von Savoyen mit seinem Schiff Stella Polare eine Expedition nach Franz-Joseph-Land. Auf einem Marsch nach Norden kamen Umberto Cagni und drei Begleiter dem Nordpol so nah wie niemand zuvor.

### Umstrittene Erfolge: Peary und Cook
Erstmals wurde der geografische Nordpol nach eigenen Angaben von den US-amerikanischen Forschern Robert Edwin Peary und Matthew Henson sowie den Inughuit Iggiánguaĸ (1883–1918, in Pearys Aufzeichnungen Egingwah), Sigdluk (1883–1927, Seeglo) und Uvkujâĸ (1880–1921, Ooqueah) unter der Führung von Iggiánguaĸs Bruder Ôdâĸ (1880–1955, Ootah) am 6. April 1909 erreicht. Es gilt jedoch nicht als wissenschaftlich gesichert, dass diese Gruppe den Pol tatsächlich erreicht hat. Neben den Zweifeln an Pearys unvollständigen Aufzeichnungen (das Blatt für den Tag, an dem der Nordpol offiziell erreicht wurde, ist leer) gibt es noch weitere Fakten, die den Verdacht nähren, Peary habe den geographischen Nordpol niemals erreicht: der kanadische Kapitän und erfahrene Navigator Robert Bartlett wurde von Peary bei 87° 45 Minuten nördlicher Breite, etwa 240 Kilometer vor dem Pol, zurückgeschickt, wodurch Pearys Messungen durch niemanden mehr direkt bestätigt werden konnten. Es ist nicht klar, warum Peary auf die letzten Meilen der Reise nur Begleiter mitgenommen hatte, die nicht in der Lage waren, seine Messungen zu bestätigen.
Der Hauptkritikpunkt bezog sich jedoch auf die riesigen Tagesetappen, die angeblich vom Zeitpunkt der Trennung an zurückgelegt wurden. Bis zu diesem Punkt wurden täglich etwa 20 km zurückgelegt, was der damals üblichen Tagesleistung in der Arktis entsprach. Die letzten etwa 250 Kilometer dagegen wurden auf dem Hinweg angeblich in 4 Tagen bewältigt, was Tagesleistungen von über 60 km entspräche. In den letzten acht Tagen des Rückweges will Peary im Schnitt 70 km am Tag zurückgelegt haben; teilweise waren es sogar über 100 km am Tag, wobei selbst heute Forscher mit modernen Schlitten kaum 35 km am Tag schaffen. Diese Daten sind selbst durch Eisdrift und andere günstige Umstände kaum zu erklären. Erfahrene Arktisforscher wie Roald Amundsen oder Fridtjof Nansen hielten schon damals solche Dauerleistungen für ausgeschlossen.
Die wegen der unbefriedigenden Messungen und Aufzeichnungen aufkeimenden Kontroversen veranlassten Roald Amundsen, 1911 bei seiner Südpolexpedition umfangreichere und gewissenhaftere Messungen vorzunehmen.
Matthew Henson, der persönliche Assistent Pearys, berichtete zudem in seinen Memoiren, er sei kurz vor Expeditionsleiter Peary am Nordpol gewesen und habe diesen dort getroffen. Gemeinsam habe man die Frage klären wollen, wer wohl als Erster am Pol gewesen sei. Zu dieser Klärung ist es jedoch offenbar nie gekommen.
Außer den Genannten nahm auch der New Yorker Arzt und Polarforscher Frederick Cook für sich in Anspruch, als Erster den Nordpol erreicht zu haben, und zwar bereits am 21. April 1908, also ein Jahr vor Peary. Peary startete daraufhin eine Kampagne gegen Cook. Ein zentraler Teil dieser Kampagne war es, Cooks Glaubwürdigkeit zu untergraben, was ihm letztlich auch gelang, als Cooks angebliche Erstbesteigung des Denali als eindeutige Fälschung entlarvt wurde. Cook bestieg tatsächlich einen 10 km vom Denali entfernten Gipfel. Ob er diesen für den Denali hielt, kann heute nicht mehr nachgewiesen werden, aber da seine erhaltenen Aufzeichnungen den Weg zu diesem Nebengipfel weisen, liegt die Vermutung nahe, dass er selber einem Irrtum aufsaß. Hätte er vorsätzlich einen Betrug begehen wollen, hätte er nicht den Weg zum Nebengipfel beschrieben. Dennoch war damit Cooks generelle Glaubwürdigkeit zerstört. In der Tat lassen auch einige andere Ungereimtheiten bei seinem Bericht von seiner Nordpolbezwingung darauf schließen, dass Cook vermutlich den Nordpol nicht erreicht hat.

### Gesicherte Erfolge
Richard Evelyn Byrd behauptete, zusammen mit Floyd Bennett den Nordpol 1926 in einer Fokker F.VII überflogen zu haben, was jedoch bereits damals stark angezweifelt wurde. Erst die Überfliegung des Nordpols drei Tage später, am 12. Mai 1926, durch Umberto Nobile, Roald Amundsen und Lincoln Ellsworth an Bord des Luftschiffes Norge ist wissenschaftlich einwandfrei gesichert und gilt nach heutiger Forschung als Entdeckung des Nordpols. Zwei Jahre später stürzte Nobile bei einem zweiten Flug zum Pol mit dem Luftschiff Italia ab, Amundsen startete eine Rettungsmission per Flugzeug und verschwand mit diesem spurlos.
1937 flog eine Gruppe sowjetischer Wissenschaftler unter der Leitung von Iwan Papanin in die Nähe des Nordpols und errichtete die Station Nordpol-1, wobei sie als Erste das Umfeld des Pols (etwa 20 km entfernt) betraten. Die ersten Personen, die tatsächlich am Nordpol standen, waren die Mitglieder der sowjetischen Expedition Nord-2 unter Alexander Kusnezow, die dort am 23. April 1948 landeten und zu Fuß den Pol erreichten.
Im Jahr 1958 untertauchte das nukleargetriebene US-U-Boot Nautilus den Nordpol. Das U-Boot ging am 1. August in der Nähe von Point Barrow (Alaska) auf Tauchstation und am 3. August 1958 erreichte sie um 23:15 Uhr EDT, in Europa also am 4. August 1958, als erstes Schiff den geografischen Nordpol. Nach 96 Stunden und 1.830 Meilen unter dem Eis tauchte sie nordöstlich von Grönland wieder auf
Am 17. März 1959 durchbrach erstmals ein U-Boot, die USS Skate, die Eisschicht und tauchte am geografischen Nordpol auf.
Die Ersten, die den Nordpol zweifelsfrei über Land erreichten, waren 1968 Ralph Plaisted und seine Expedition auf Skimobilen. Der Brite Wally Herbert und seine Gefährten erreichten den Pol 1969 (mittels Hundeschlitten) als erste Menschen ohne motorisierte Hilfe auf dem Landweg.

## Arktis-Expeditionen im 21. Jahrhundert
Mit der MOSAiC-Expedition führte das Alfred-Wegener-Institut von 2019 bis 2020 eine einjährige Forschungsreise an den Nordpol durch.